# Oxalis physocalyx
Oxalis physocalyx är en harsyreväxtart som beskrevs av Joseph Gerhard Zuccarini och Prog.. Oxalis physocalyx ingår i släktet oxalisar, och familjen harsyreväxter. Inga underarter finns listade i Catalogue of Life.